# ルネ・グルッセ
ルネ・グルッセ（フランス語: René Grousset, 1885年9月5日 - 1952年9月12日）は、フランスの歴史家、東洋学者。

## 生涯
南仏ガール県のオーベ村で生まれた。父は地方の大学講師で、息子が生まれる少し前に亡くなっている。グルッセはモンペリエ大学で、歴史と地理の学位を取ったが教職にはつかず、1912年に芸術省にはいった。1914年、世界大戦に従軍して戦傷を負う。
戦後は芸術省にもどって、最初の著書を発表した。1925年にギメ東洋美術館の副館長に就任、1935年から1946年までアジア協会の機関誌『ジュルナル・アジアティックJournal asiatique』の編集長を務め、東洋学のあらゆる専門分野、あらゆる専門家に接しながら、研究の成果を発表する。1928年にルーヴル学校（Ecole du Louvre）のインド学教授。1929年から翌年にかけて、シリアとイランを旅行。1932年、やはり東洋関係のチェルヌスキ博物館  （Cernuschi-musée des arts de l'Asie）の館長を兼任。フランス文学院より1930年と1939年にスタニスラス・ジュリアン賞を受賞。
第二次世界大戦後の1946年にアンドレ・ベルソールの後任としてアカデミー・フランセーズの会員に選ばれた。1946年に日仏会館の再開にあたり、フランス政府の文化使節として来日し、各地で講演会を催し、学士院の名誉会員に推される。翌年はカナダ各地をめぐるが、旅行中の無理を重ねたことが禍して、67歳の生涯を閉じた。その死にあたっては、アフガニスタンの国王ザーヒル・シャーをはじめ、哀悼の辞が寄せられた。

## 著書
- "Histoire de l'Asie" （3巻、1921-1922年）
- "Histoire de la philosophie orientale. Inde, Chine, Japon" （1923年）
- "Le Réveil de l'Asie. L'impérialisme britannique et la révolte des peuples" （1924年）
- "Histoire de l'Extrême-Orient" （1929年）
- "Sur les traces du Bouddha"（1929年）
  - 『仏陀の足跡を逐って』濱田泰三訳、金花舎、1983年、興山舎、2011年。各・叢書/仏教文化の世界
- "Les Civilisations de l'Orient" （1929-1930年）
- "S. M. Nādir Shāh" （1930年）
- "Philosophies indiennes" （1931年）
- "Histoire des croisades et du royaume franc de Jérusalem"（3巻、1934-1936 年、ゴベール大賞）
- "L'Art de l'Extrême-Orient" (1936年)
- "L'Empire des steppes, Attila, Gengis-Khan, Tamerlan"（1938年）
  - 『アジア遊牧民族史』後藤富男訳、山一書房、1944年／復刻：原書房 上下、1979年
- "L'Épopée des Croisades" （1939年）
- "Les Sculptures des Indes et de la Chine" (1939年)
- "L'Empire mongol" （1941年）
- "Histoire de la Chine" （1942年）
- "Le Conquérant du monde, Vie de Gengis-Khan"（1944年）
  - 『ジンギス汗』 橘西路訳、角川文庫、1967年
- "Bilan de l'Histoire" （1946年）
- "Les Croisades"（1948年）
  - 『十字軍』 橘西路訳、角川文庫、1970年
- "L'Empire du Levant" （1949年）
- "La Chine et son art" （1951年）
- "L'Homme et son histoire "
- "Histoire de l'Arménie des origines à 1071" （1973年）
- "Figures de Proue" 1949年